# Henri La Fontaine
Henri La Fontaine (Bruxelas, 22 de abril de 1854 — Bruxelas, 14 de maio de 1943) foi um jurista e político belga.

## Vida
Foi presidente do Gabinete Internacional Permanente para a Paz, agraciado com o Nobel da Paz de 1913. Juntamente com Paul Otlet é considerado um dos criadores da documentação.
La Fontaine era advogado e foi autor de um conjunto de textos e manuais sobre legislação e de uma história da arbitragem internacional. Foi também o fundador da revista La Vie Internationale.
Henri La Fontaine era maçom, membro da loja maçónica Les Amis Philanthropes, em Bruxelas.

## Trabalhos
Henri La Fontaine foi o autor de vários manuais jurídicos e um documentário da história da arbitragem internacional:
- Les droits et des obrigações des empresários de travaux publics (1885)
- Traité de la contrefaçon (1888)
- Pasicrisie internationale (1902)
- Bibliographie de la Paix et de l'Arbitrage (1904)

Ele também foi o fundador da revista La Vie Internationale.